# Hemidictyum marginatum
Hemidictyum marginatum är en ormbunkeart som först beskrevs av Carolus Linnaeus, och fick sitt nu gällande namn av Karel Presl. Hemidictyum marginatum ingår i släktet Hemidictyum och familjen Hemidictyaceae. Inga underarter finns listade.